# Атанас Димов
Атанас Иванов Димов е български революционер, деец на Вътрешната македоно-одринска революционна организация.

## Биография
Роден е в 1877 година в радовишкото село Воиславци, тогава в Османската империя, днес в Северна Македония, в семейството на Иван Димов и Дана Димова. Присъединява се към ВМОРО и активно участва в освободителното движение. Влиза в четата на Стамен Темелков.
След като Радовишко попада в Кралство Сърбия, Димов продължава да се занимава с революционна дейност и подкрепя възстановената Вътрешна македонска революционна организация. Арестуван е от властите и държан близо 7 месеца в затвора без присъда.
Женен за Веселинка Димова и имат син Александър.
На 27 март 1943 година, като жител на Воиславци, подава молба за българска народна пенсия. В молбата си пише: „Всичко това, което работех, работех с пълно съзнание, че в Македония живеят българи, които трябва да бъдат свободни и присъединени към майката-отечество България“. Молбата е одобрена и пенсията е отпусната от Министерския съвет на Царство България.